# کلیسا (فیلم ۲۰۱۸)
کلیسا (به انگلیسی: The Church) یک فیلم ترسناک آمریکایی به نویسندگی و کارگردانی دام فرانک با بازی بیل مسلی، اشلی سی ویلیامز، لیسا ویلکاکس، کیث استالورچ و کلینت هاوارد است.

## داستان
هیئت مدیره کلیسا و تیم توسعه زمانی که با فروش کلیسا موافقت می‌کنند با حضوری فراطبیعی روبرو می‌شوند.

## انتشار
این فیلم در ۵ اکتبر ۲۰۸ اکران محدودی را در ۳۰ سالن سینما دریافت کرد.

## بازخوردها
شریلین کانلی از اس. اف ویکلی نوشت که فیلم «به دور از عالی است، اما هرگز خسته کننده نیست، و این برای مخاطب به اندازه کافی خوب است.»